# Adolf IX av Holstein
Greve Adolf IX av Holstein, ibland Adolf VII, död 26 januari 1390, begravd i Hamburgs katedral, greve av Holstein-Plön 1359-1390. Son till greve Johan III av Holstein (död 1359) och Miroslawa av Schwerin (död 1368).
Adolf gifte sig 1362/1365 med Anna av Mecklenburg (död 1415). Bröllopskontraktet gjordes upp i Travemünde 20 juni 1362. Då hon var steril, vilket omnämns i Chronicon Holtzatiæ, utgick linjen Plön vid Adolfs död 1390.